# San Marino nos Jogos Olímpicos de Verão de 2020
San Marino participa nos Jogos Olímpicos de Verão de 2020 em Tóquio. Originalmente programados para ocorrerem de 24 de julho a 9 de agosto de 2020, os Jogos foram adiados para 23 de julho a 8 de agosto de 2021, por causa da pandemia COVID-19. Foi a 15.ª participação da nação nos Jogos Olímpicos de Verão desde sua estreia em 1960 e a primeira em que o país teve medalhas.

## Competidores
Abaixo está a lista do número de competidores nos Jogos.
| Esporte | Masculino | Feminino | Total |
| ------- | --------- | -------- | ----- |
| Judô    | 1         | 0        | 1     |
| Lutas   | 1         | 0        | 1     |
| Natação | 0         | 1        | 1     |
| Tiro    | 1         | 1        | 2     |
| Total   | 3         | 2        | 5     |

## Judô
San Marino recebeu um convite da Comissão Tripartite da International Judo Federation para enviar Paolo Persoglia na categoria 90 kg para as Olimpíadas, marcando o retorno da nação no esporte pela primeira vez desde Atlanta 1996.
Masculino
| Atleta          | Evento | Fase de 32           | Oitavas-de-final     | Quartas-de-final     | Semifinais           | Repescagem           | Final / BM           | Final / BM |
| Atleta          | Evento | Adversária Resultado | Adversária Resultado | Adversária Resultado | Adversária Resultado | Adversária Resultado | Adversária Resultado | Posição    |
| --------------- | ------ | -------------------- | -------------------- | -------------------- | -------------------- | -------------------- | -------------------- | ---------- |
| Paolo Persoglia | –90 kg |                      |                      |                      |                      |                      |                      |            |

## Lutas
Pela primeira vez desde Roma 1960, San Marino qualificou um lutador para a competição olímpica na categoria 86 kg masculino, como resultado de uma classificação entre os seis melhores no Campeonato Mundial de Lutas de 2019.
Chave:
- VT (pontos de classificação: 5–0 ou 0–5) – Vitória por queda
- VB (pontos de classificação: 5–0 ou 0–5) – Vitória por lesão (VF por WO, VA por desistência ou desqualificação)
- PP (pontos de classificação: 3–1 ou 1–3) – Decisão por pontos – o perdedor com pontos técnicos.
- PO (pontos de classificação: 3–0 ou 0–3) – Decisão por pontos – o perdedor sem pontos técnicos.
- ST (pontos de classificação: 4–0 ou 0–4) – Grande superioridade – o perdedor sem pontos técnicos e uma margem de vitória de pelo menos 8 (Greco-Romana) ou 10 pontos (livre).
- SP (pontos de classificação: 4–1 ou 1–4) – Superioridade técnica – o perdedor com pontos técnicos e uma margem de vitória de pelo menos 8 (Greco-Romana) ou 10 pontos (livre).

Luta livre masculino
| Atleta      | Evento | Oitavas de final   | Quartas de final   | Semifinal          | Repescagem         | Final / BM         | Final / BM |
| Atleta      | Evento | Oposição Resultado | Oposição Resultado | Oposição Resultado | Oposição Resultado | Oposição Resultado | Posição    |
| ----------- | ------ | ------------------ | ------------------ | ------------------ | ------------------ | ------------------ | ---------- |
| Myles Amine | −86 kg |                    |                    |                    |                    |                    |            |

## Natação
San Marino recebeu vagas de universalidade da FINA para enviar a nadadora de melhor ranking para seus respectivos eventos individuais nas Olimpíadas, baseado no Ranking de Pontos da FINA de 28 de junho de 2021.
| Atleta          | Evento                | Eliminatória | Eliminatória | Final       | Final       |
| Atleta          | Evento                | Tempo        | Posição      | Tempo       | Posição     |
| --------------- | --------------------- | ------------ | ------------ | ----------- | ----------- |
| Arianna Valloni | 800 m livre feminino  | 8:54         | 29           | Não avançou | Não avançou |
| Arianna Valloni | 1500 m livre feminino | 16:54        | 32           | Não avançou | Não avançou |

## Tiro
Atiradores de San Marino conquistaram vaga para o seguinte evento em virtude de sua melhor posição no Campeonato Mundial da ISSF de 2018, na Copa do Mundo da ISSF de 2019 e no Campeonato Europeu ou Torneio de Qualificação Europeu, contanto que tivessem obtido a marca de qualificação mínima (MQS) até 31 de maio de 2020.
| Atleta                              | Evento                       | Qualificação | Qualificação | Final       | Final       |
| Atleta                              | Evento                       | Pontos       | Posição      | Pontos      | Posição     |
| ----------------------------------- | ---------------------------- | ------------ | ------------ | ----------- | ----------- |
| Gian Marco Berti                    | Fossa olímpica masculino     | 121          | 18           | Não avançou | Não avançou |
| Alessandra Perilli                  | Fossa olímpica feminino      | 122          | 2            | 29          | 3           |
| Gian Marco Berti Alessandra Perilli | Fossa olímpica duplas mistas | 148          | 2            | 40          | 2           |